# Рентгеноспектральний аналіз вод
Рентгеноспектральний аналіз вод (рос. рентгеноспектральный анализ вод, англ. X-ray spectrometry of water; нім. Röntgenspektralanalyse f des Wassers) — спектральний аналіз вод, що базується на використанні рентгенівських (пулюєвих) спектрів елементів. Збудження досягається або опроміненням електронами великих енергій (метод прямого збудження), або опроміненням рентгенівськими (пулюєвими) променями (рентгенофлуоресцентний метод).